# Liste der Bischöfe von Bolton
Die Liste der Bischöfe von Bolton stellt die bischöflichen Titelträger der Church of England, der Diözese von Manchester, in der Province of York dar. Der Titel wurde nach der Stadt Bolton benannt.
| Liste der Bischöfe von Bolton | Liste der Bischöfe von Bolton | Liste der Bischöfe von Bolton | Liste der Bischöfe von Bolton |
| Von                           | Bis                           | Name                          | Anmerkungen                   |
| ----------------------------- | ----------------------------- | ----------------------------- | ----------------------------- |
| 1984                          | 1991                          | David Galliford               | Vorher Bischof von Hulme      |
| 1991                          | 1999                          | David Bonser                  |                               |
| 1999                          | 2007                          | David Gillett                 |                               |
| 2008                          | 2016                          | Christopher Edmondson         |                               |
| 2016                          | 2023                          | Mark Ashcroft                 |                               |
| 2023                          | Gegenwart                     | Matthew Porter                |                               |